# Arlington (Washington)
Arlington je grad u američkoj saveznoj državi Washington. Prema popisu stanovništva iz 2010. u njemu je živjelo 17.926 stanovnika.